# Universidade Caledônia de Glasgow

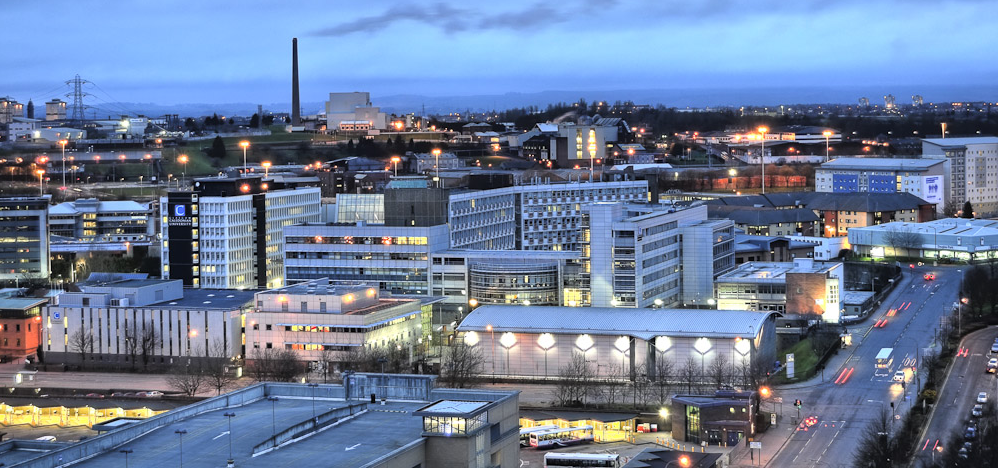
Visão do campus.

Situada em Glasgow, a história da Universidade Caledônia de Glasgow (Glasgow Caledonian University ou GCU, nome e sigla em inglês) começou em 1875, apesar da instituição ter sido oficialmente formada em 1993.
A Universidade é regularmente classificada entre os 10 melhores universidades modernas do Reino Unido, e é amplamente considerada como uma das universidades mais dinâmicas e inovadoras do país.
Atualmente, atingindo o número de 17 mil estudantes matriculados, a universidade tem aulas ministradas em sete diferentes faculdades: Ambientes Edificados e Naturais, Negócios, Engenharia e Computação, Saúde e Cuidado Social, Direito e Ciências Sociais, Enfermagem e Ciência Vitalícia, e Saúde da Comunidade e Obstetrícia.
A Universidade oferece cursos de graduação, pós-graduação e um grande número de programas de pesquisas acadêmicas.
O Grão-chanceler(Chancellor) da Universidade é o economista bengalês Muhammad Yunus, ganhador do Prêmio Nobel da Paz, e a Reitora (Principal) da instituição é a britânica Pamela Gillies.